# John Neville Keynes
John Neville Keynes [keɪnz] (* 31. August 1852 in Salisbury; † 15. November 1949 in Cambridge) war ein britischer Ökonom und Logiker und Vater von John Maynard Keynes.

## Leben
Der Sohn des Arztes John Keynes (1805–1878) und dessen Ehefrau Anna Maynard Neville (1821–1907) besuchte nach dem Abschluss der Amersham Hall School das University College London, das Pembroke College in Cambridge sowie die dortige Universität, wo er 1875 zum Fellow ernannt wurde. Ein Jahr später erhielt er die gleiche Position am University College in London. Von 1883 bis 1911 war er in Cambridge als Lecturer im Bereich der damals noch moral science benannten Humanwissenschaften. 1910 wurde er in das renommierte Amt des „Registrary“ (entspricht dem Kanzler) gewählt, das er bis 1925 ausübte.

## Werk
Keynes begründete in seiner methodologischen Schrift Scope and Method of Political Economy die Aufteilung der  die Volkswirtschaftslehre in Volkswirtschaftstheorie und Volkswirtschaftswissenschaft als Theorie von der Wirtschaftspolitik. Als Lösung des Methodenstreits bemühte er sich um eine Synthese von Deduktion und Induktion.
Neben den Hauptschriften Scope and Method of Political Economy und Studies and Exercises in Formal Logic verfasste Keynes verschiedene Artikel für die Encyclopædia Britannica und Palgrave’s Dictionary of Political Economy.

## Familie
Keynes heiratete 1882 die britische Autorin und Sozialreformerin Florence Ada Brown (1861–1958). Das Paar hatte zwei Söhne und eine Tochter: Der älteste Sohn, John Maynard (1883–1946), wurde ein bedeutender Ökonom, Politiker und Mathematiker. Sein jüngerer Bruder Geoffrey Langdon (1887–1982) wurde Chirurg und veröffentlichte zahlreiche Biographien und Bibliographien von englischen Schriftstellern wie William Blake. Margaret Neville (1885–1974) heiratete 1913 den Physiologen Archibald Vivian Hill (1886–1977), der 1922 den Nobelpreis für Medizin erhielt.

## Schriften
- Studies and Exercises in Formal Logic, 1884
- Scope and Method of Political Economy, 1891